# Elgin (Oregon)
Elgin is een plaats (city) in de Amerikaanse staat Oregon, en valt bestuurlijk gezien onder Union County.

## Demografie
Bij de volkstelling in 2000 werd het aantal inwoners vastgesteld op 1654. In 2006 is het aantal inwoners door het United States Census Bureau geschat op 1627, een daling van 27 (-1,6%).

## Geografie
Volgens het United States Census Bureau beslaat de plaats een oppervlakte van 2,6 km², geheel bestaande uit land. Elgin ligt op ongeveer 867 m boven zeeniveau.

## Plaatsen in de nabije omgeving
De onderstaande figuur toont nabijgelegen plaatsen in een straal van 32 km rond Elgin.